# 노원열병합발전소

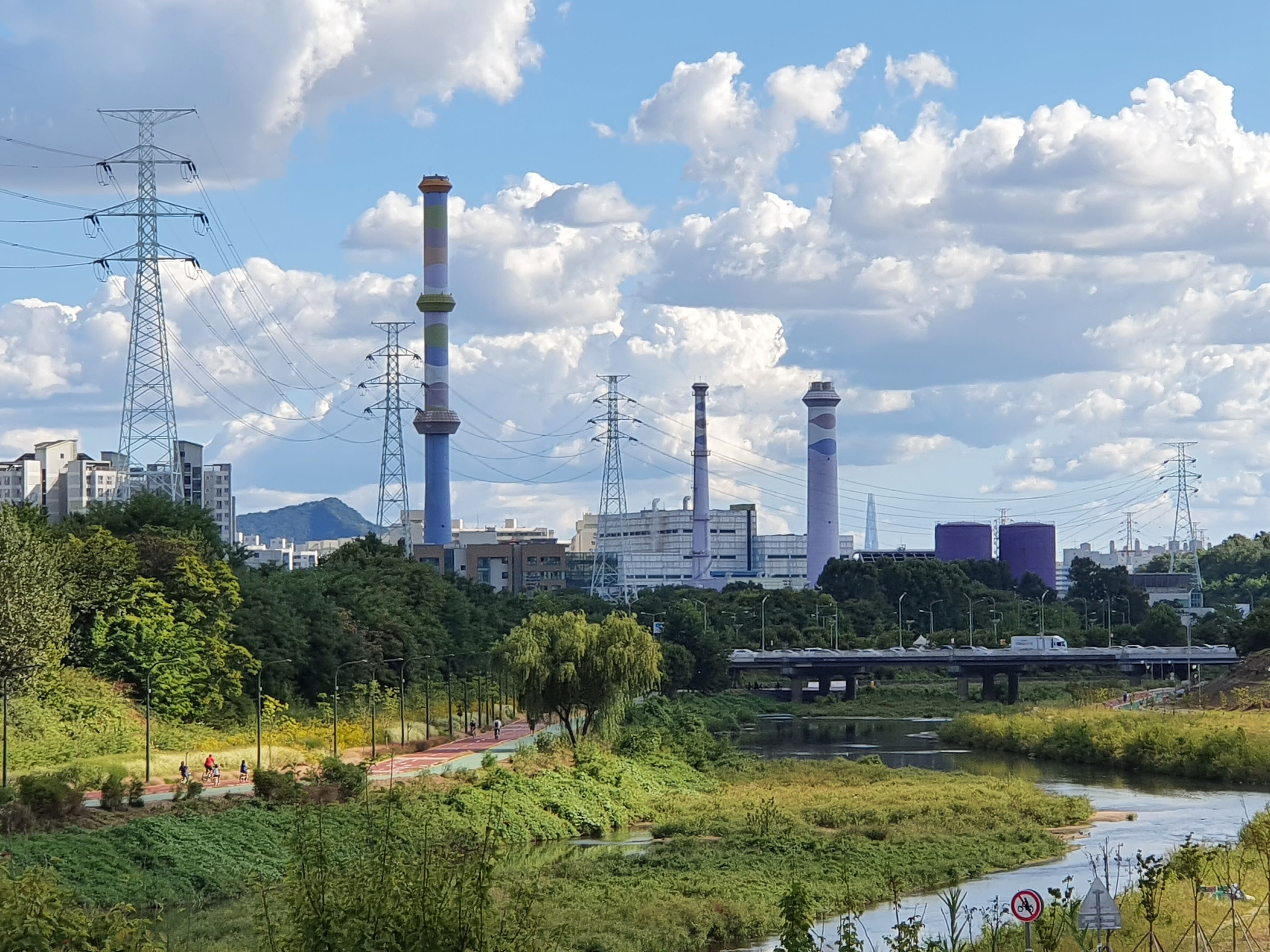
중랑천에서 본 노원열병합발전소

노원열병합발전소(蘆原熱秉合發電所)는 서울특별시 노원구에 있는 열병합발전소로, 서울에너지공사에서 운영하고 있다.

## 발전설비 현황[1]
| 발전방식      | 발전원        | 설비용량 (MW) |
| ------------- | ------------- | ------------- |
| 열병합발전    | LNG           | 37            |
| 설비용량 총계 | 설비용량 총계 | 37MW          |

## 역사
- 1993년 12월 : 노원지구 집단에너지공급시설 공사 착공
- 1994년 12월 : 노원지구 열공급 시작